# Euphranta songkhla
Euphranta songkhla är en tvåvingeart som beskrevs av Albany Hancock och Drew 1994. Euphranta songkhla ingår i släktet Euphranta och familjen borrflugor.
Artens utbredningsområde är Thailand. Inga underarter finns listade i Catalogue of Life.